# Gary Jones

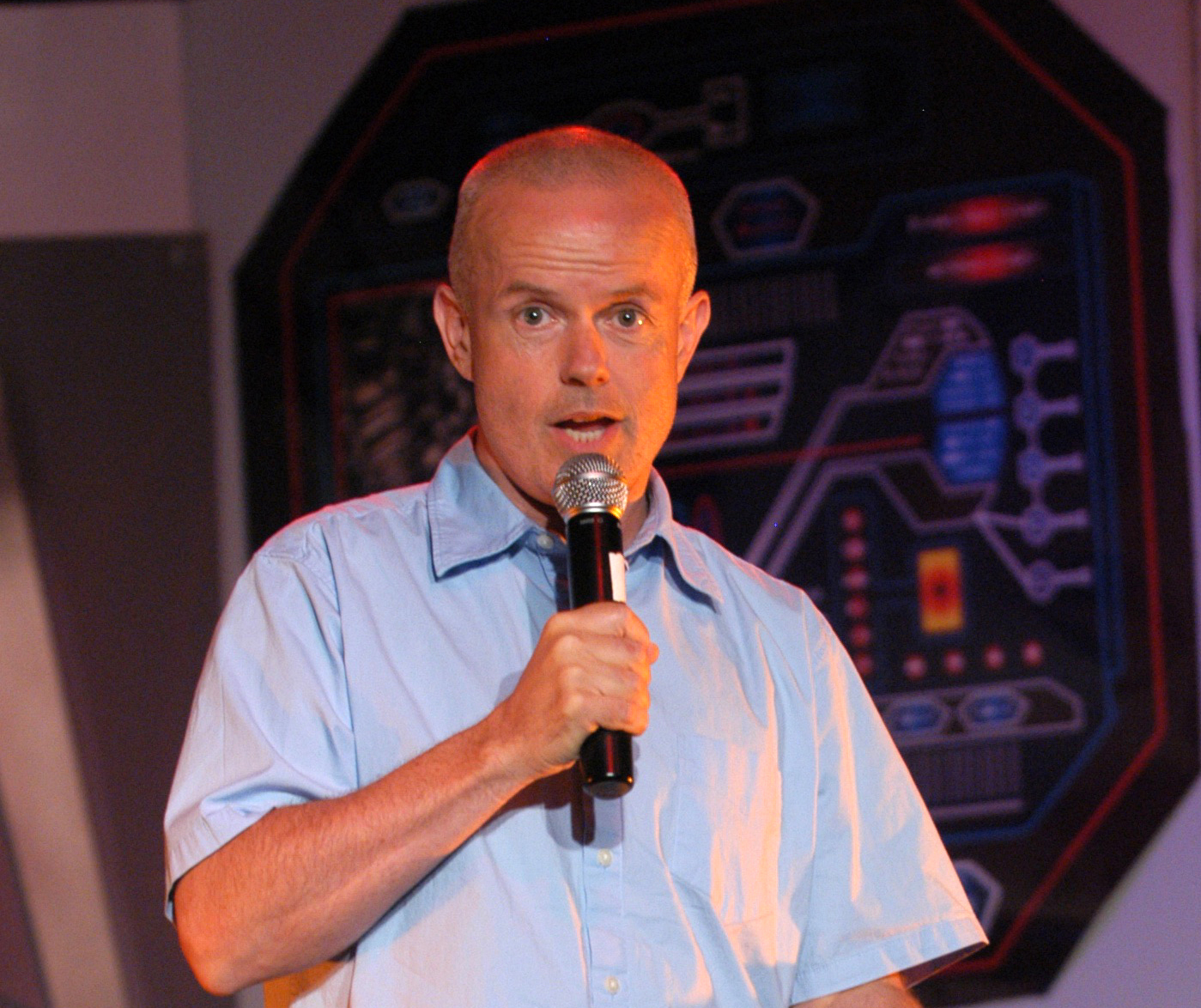
Gary Jones

Gary Jones (Swansea, 4 januari 1958) is een Brits-Canadees acteur. Hij is vooral bekend van zijn rol als Walter Harriman in de Stargatefranchise.
Jones speelde zijn eerste rol in 1987, in een aflevering van Danger Bay. Hij speelde vervolgens tientallen voornamelijk kleine rolletjes in series en televisiefilms, totdat hij in 1997 verscheen in de sciencefictionserie Stargate SG-1. Hij zou in alle tien seizoenen meespelen, en was in totaal te zien in 112 afleveringen. Ook in de twee daaropvolgende films (The Ark of Truth en Continuum) en de twee spin-offs (Atlantis en Universe) verscheen hij in zijn rol van Walter Harriman. Zijn meest recente televisieverschijning dateert van 2021, toen hij in Forgotten Masters de hoofdrol van Ian Leighton speelde, naast Ken Lawson.
Naast acteerwerk doet Jones ook aan improvisatietheater, en was hij de host van verschillende edities van de Leo Awards.